# Johann Wachmann der Jüngere

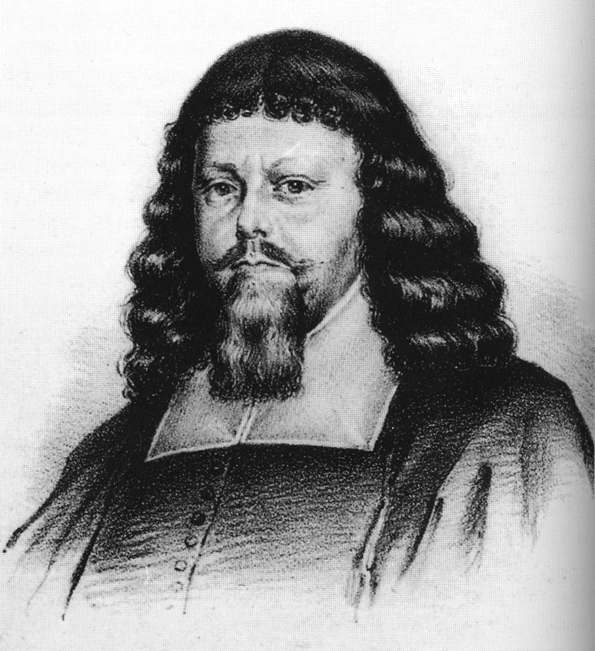
Johann Wachmann der Jüngere in einer Lithographie aus dem Jahr 1850

Johann Wachmann, auch Johann Wachmann der Jüngere genannt, (* 16. September 1611 in Bremen; † 15. Februar 1685 in Bremen) war ein bedeutender Bremer Rechtsgelehrter, Diplomat und Gesandter der Stadt im 17. Jahrhundert.

## Biografie
Johann Wachmann – Sohn des Bremer Bürgermeisters Hermann Wachmann (1579–1658) und Neffe des Bremer Syndicus Johann Wachmann der Ältere (1592–1659) – wurde im Jahre 1629 am Bremer Gymnasium illustre immatrikuliert. Schon als Schüler wurde sein Interesse an der Diplomatie geweckt, als er bei den Verhandlungen zum Lübecker Frieden anwesend war. Während des Dreißigjährigen Krieges reiste er zudem im September 1629 in Begleitung des Ratssyndikus Johann Preiswerck nach Magdeburg, das von Wallenstein bedroht wurde und nach Den Haag, wo politische Verhandlungen stattfanden.
Von 1632 bis 1634 studierte Wachmann an der Universität Königsberg die Rechtswissenschaften. Anschließend unternahm er eine ausgedehnte Reise durch die Niederlande und England, blieb ein Jahr lang in Frankreich und ging anschließend in die Schweiz, wo er in Basel am 10. Dezember 1637 zum Dr. jur. promovierte, bevor er 1638 nach Bremen zurückkehrte. Noch im gleichen Jahr wurde er Professor der Rechte am Gymnasium illustre. Ab 1652 war er darüber hinaus Syndikus des Rates und Assessor bei Gericht.
1653 ging Wachmann als Gesandter der Stadt Bremen zum Reichstag nach Regensburg, um die Aufhebung der Reichsacht zu bewirken: Sie hatte der Kaiser 1652 gegen Bremen verhängt, nachdem sich der Bremer Rat weigerte, den Elsflether Weserzoll zu zahlen, den das Großherzogtum Oldenburg auf die Weserschifffahrt erhob. Der Streit wurde schließlich mit dem Regensburger Vergleich beigelegt und der Zoll von Bremen anerkannt.
In der Folge wurde Wachmann von Ferdinand III. zum kaiserlichen Rat ernannt, bekam 1654 Sitz und Stimme auf dem Reichstag und wurde in den Adelsstand erhoben. Während des Ersten Bremisch-Schwedischen Krieges reiste er zu Verhandlungen nach Münster und in die Niederlande, um für Bremen um Unterstützung zu werben. Trotz militärischer Erfolge geriet Schweden so zunehmend in eine schwierige diplomatische Lage und sah sich gezwungen, einen Waffenstillstand zu schließen – den Ersten Stader Vergleich.
1660 schlug Wachmann einen Lehrstuhl in Marburg aus und wurde Direktor der Ratskanzlei, blieb jedoch auch als Gesandter und Unterhändler Bremens aktiv – vor allem in Zusammenhang mit den weiterhin bestehenden Differenzen zwischen der Hansestadt und Schweden, die 1666 zum Zweiten Bremisch-Schwedischen Krieg führten. Nach der erfolglosen Belagerung Bremens wurde der Konflikt im Friede zu Habenhausen endgültig beigelegt. Auch in der Folgezeit war Johann Wachmann immer wieder im diplomatisch Auftrag tätig.